# Мидлборн (Западная Виргиния)
Мидлборн (англ. Middlebourne) — город в штате Западная Виргиния, США. Он является административным центром округа Тайлер. В 2010 году в городе проживало 815 человек.

## География

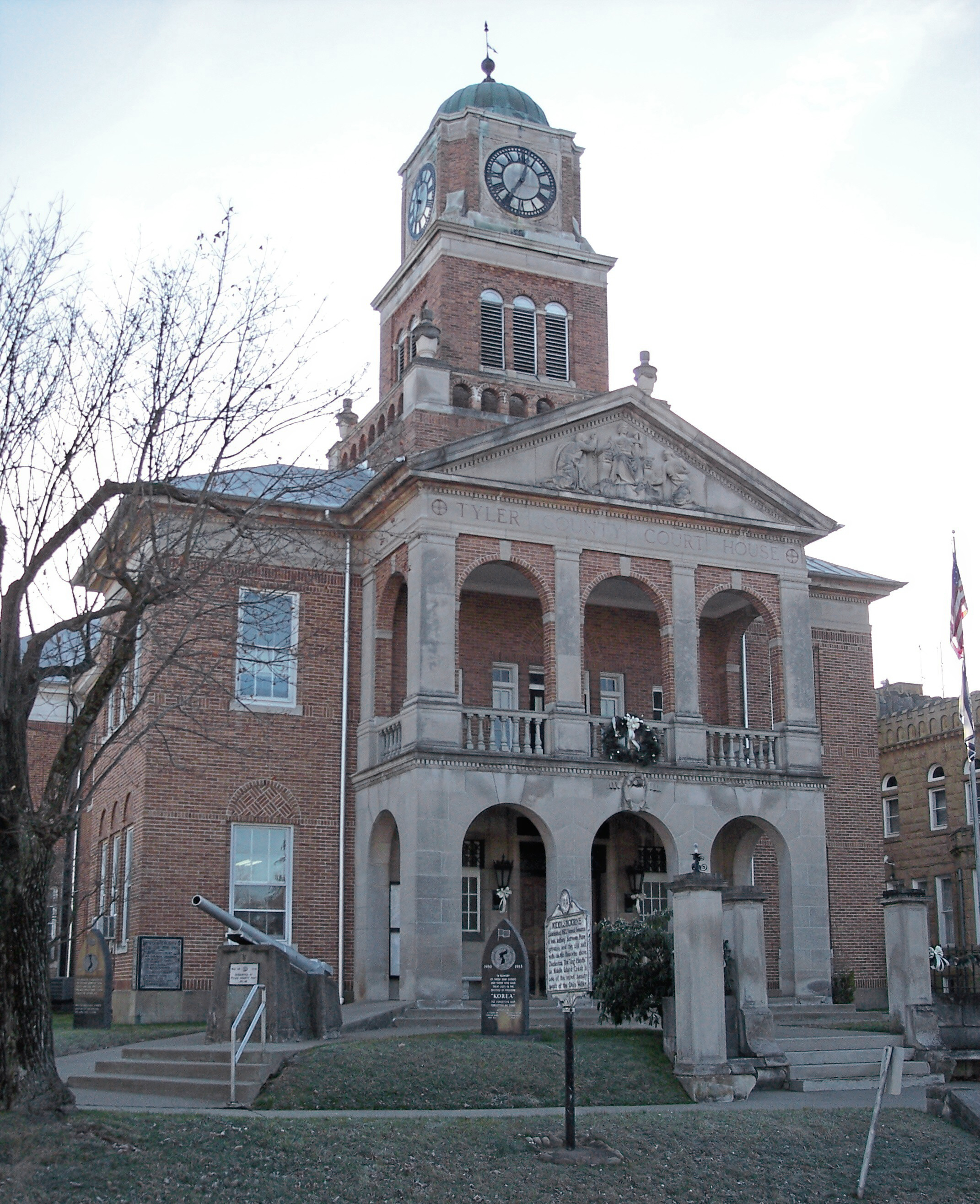
Здание окружного суда округа Тайлер

Мидлборн находится на севере штата Западная Виргиния и является административным центром округа Тайлер. Город находится около реки Миддл-Айлэнд-Крик в 31 км к юго-востоку от Систервилля на дороге штата 18. По данным Бюро переписи населения США город Мидлборн имеет общую площадь в 0,98 квадратных километров.

## История
Роберт Горрел приехал на территорию будущего города в 1798 году. Он купил землю и построил хижину. Город был основан 27 января 1813 года. В 1816 году Мидлборн стал окружным центром нового округа Тайлер. Он был инкорпорирован 3 февраля 1871 года. В городе были основаны кожевенное и другие предприятия, а в 1890-х годах в округе начался нефтяной бум. Была построена гостиница. В 1905 году Дж. Селлерс и Дж. Гримм приобрели машину для производства кирпича. Их кирпичный завод произвёл кирпичи для многих зданий в городе. В Мидлборне развивался малый бизнес. Были построены несколько церквей и административные здания. Исторический район города был внесён в национальный реестр исторических мест США. Часть жителей города работает на химических и обрабатывающих заводах вдоль реки Огайо.

## Население
По данным переписи 2010 года население Мидлборна составляло 815 человек (из них 46,0 % мужчин и 54,0 % женщин), в городе было 360 домашних хозяйства и 228 семей. Расовый состав: белые — 99,3 % и представители двух и более рас — 0,7 %.
Из 360 домашних хозяйств 47,2 % представляли собой совместно проживающие супружеские пары (16,1 % с детьми младше 18 лет), в 11,7 % домохозяйств женщины проживали без мужей, в 4,4 % домохозяйств мужчины проживали без жён, 36,7 % не являлись семьёй. В среднем домашнее хозяйство ведут 2,25 человек, а средний размер семьи — 2,87 человек.
Население города по возрастному диапазону по данным переписи 2010 года распределилось следующим образом: 23,7 % — жители младше 18 лет, 3,2 % — между 18 и 21 годами, 55,1 % — от 21 до 65 лет и 18,0 % — в возрасте 65 лет и старше. Средний возраст населения — 42,5 года. На каждые 100 женщин в Мидлборне приходилось 85,2 мужчин, при этом на 100 совершеннолетних женщин приходилось 85,1 мужчин сопоставимого возраста.
В 2014 году из 707 трудоспособных жителей старше 16 лет имели работу 281 человека. При этом мужчины имели медианный доход в 43 333 долларов США в год против 30 417 долларов среднегодового дохода у женщин. В 2014 году медианный доход на семью оценивался в 49 063 $, на домашнее хозяйство — в 29 821 $. Доход на душу населения — 18 255 $. 13,9 % от всего числа семей в Мидлборне и 19,9 % от всей численности населения находилось на момент переписи за чертой бедности.
Динамика численности населения:
|  |